# Ronnie Coleman

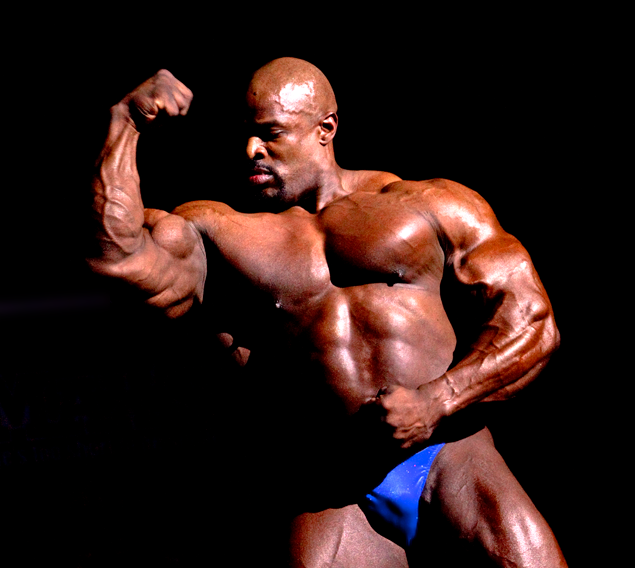
Ronnie Coleman

Ronald (Ronnie) Dean Coleman (Monroe, 13 mei 1964) is een Amerikaans voormalig professioneel bodybuilder. Hij won acht keer de titel Mr. Olympia. Hij wordt door velen gezien als een van de beste bodybuilders aller tijden.

## Biografie
Coleman studeerde in 1989 cum laude af aan de Grambling State University met een graad in Accounting.
In 1991 nam Coleman deel aan de amateurwereldkampioenschappen van de International Federation of BodyBuilding & Fitness (IFBB) in Katowice, en werd winnaar in de zwaargewichtdivisie. Met een lichaamsgewicht van bijna 97 kg was hij een van de lichtste winnaars van de afgelopen jaren. Hierna werd Coleman professional en het jaar daarop nam hij voor het eerst deel aan de Mr. Olympia-competitie, die de hoogste sportieve waarde heeft in bodybuilding. Hij eindigde buiten de top 15 in de competitie. Nadat Coleman zich niet kwalificeerde voor de Mr. Olympia in 1993, deed hij in 1994 opnieuw mee en eindigde als 15e in de finale. In 1995 behaalde hij de tiende plaats. De volgende twee jaar bleef Coleman de top 10 halen op het meest prestigieuze toernooi, hoewel hij vrij onopvallend bleef met plaatsen zes en negen.
Colemans doorbraak kwam in 1998. Nadat hij een van de traditionele competities won, Night of the Champions, overtrof hij deze triomf door voor de eerste keer de titel Mr. Olympia te winnen. In 2005 had Coleman dit toernooi acht keer op rij gewonnen en evenaarde daarmee het record van zijn landgenoot Lee Haney.
Bij de Mr. Olympia van 2006 behaalde Coleman de tweede plaats en werd overtroffen door Jay Cutler. In 2007 deed hij voor de laatste keer mee aan Mr. Olympia en werd vierde, hoewel hij nog bleef deelnemen aan andere bodybuilding-evenementen.
Sinds zijn pensionering geeft Coleman tentoonstellingen en seminars. In 2010 bracht hij zijn eigen merk supplementen op de markt, "Ronnie Coleman Signature Series".